# Halmbalshus
Halmbalshus är en byggnad vars stomme består av halmbalar.

## Historia
Halmbalshus har byggts under över hundra år, först i USA men under sedan slutet av 1900-talet har tekniken spridits. I Sverige byggdes de första halmbalshusen under 1990-talet. Sedan dess har flera tiotals hus byggts, huvudsakligen i Västsverige med ett lokalt centrum i norra Bohuslän, men också i Skåne och söder om Stockholm.

## Egenskaper
Väggar av halm ger god isoleringsförmåga, halmstrån innehåller luft och cellulosaceller isolerar. Lambdavärde för halm beror på stråriktningen. Med horistontella strån leds värme bättre mellan ute och inne, varvid lambda blir ca 0,06. Med vertikala strån skapas fler luftlager varvid lambda blir ca 0,045.
Normalt putsas halmväggar med lera både in- och utvändigt. Väggarna blir då diffusionsöppna, men leran gör dem lufttäta på insidan och vindtäta på utsidan. I möten mellan puts eller halm och bärande stomme kan lätt sprickor uppstå. Här bör därför lufttäthet och vindtäthet särskilt beaktas.
Halmbalshus kan bli byggnader med mycket låg miljöpåverkan både under bruk och produktion, då de kan bli energieffektiva byggnader och halmbalar normalt är en restprodukt. Normalt kan också både halmbalar och lera återanvändas med samma kvalité efter en eventuell nedmontering i framtiden.

## Konstruktion
Halmbalshus kan byggas utifrån två principer: Självbärande eller med ytterligare bärande stomme.
I Sverige har de flesta halmbalshus byggts med en bärande stomme, normalt i trä. Mellan träreglar fylls väggarna av halmbalar, vilka dymlas ihop med långa störar. Halmbalar fästs också in i träreglar vid behov. In- och utsida av balarna putsas sedan, normalt med lerbruk. Lerbruk ger ett lufttätt skikt på insida vägg, ett vindtätt skikt på utsida vägg, det skyddar mot brand och ger väggen goda fukt- och värmebuffrande egenskaper. Lerbruket är normalt lera blandad med sand och fibrer. I yttre lager används ofta kogödsel för att ge putsen skydd.
Halmbalshus kan också uppföras med självbärande teknik utan bärande stomme. Balarna staplas då i förband (på samma sätt som man murar med tegelstenar) och förankras i varandra med dymlingar, det vill säga störar av trä som trycks ned genom tre lager av balar. Slutligen förspänns konstruktionen mellan hammarband och syll, för att minska framtida sättningar. Självbärande halmbalshus är vanliga i USA men det finns en rad exempel från Europa och Norden.

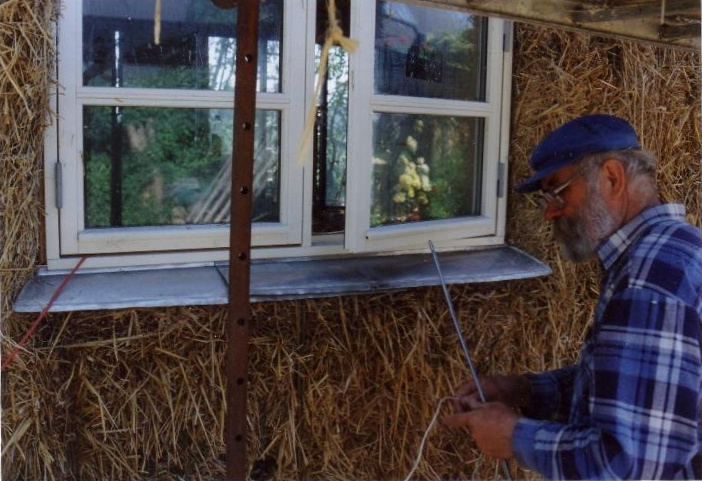
Vägg av halmbalar innan putsning. På bilden även en halmnål för genomföring av snöre.